# داريان كينغ
داريان كينغ (بالإنجليزية: Darian King)‏ هو لاعب كرة مضرب باربادوسي، ولد في 26 أبريل 1992 في بريدج تاون في باربادوس.

## وصلات خارجية
- داريان كينغ على موقع رابطة محترفي التنس (الإنجليزية)
- داريان كينغ على موقع الاتحاد الدولي لكرة المضرب (الإنجليزية)
- داريان كينغ على موقع كأس ديفيز (الإنجليزية)
- داريان كينغ على موقع خلاصة التنس.كوم (الإنجليزية)
- داريان كينغ على موقع إي إس بي إن.كوم (الإنجليزية)
- داريان كينغ على موقع أوليمبيديا (الإنجليزية)
- داريان كينغ على موقع اتحاد ألعاب الكومنولث (مؤرشف) (الإنجليزية)